# Gymnasiearbetet
Gymnasiearbetet är en obligatorisk kurs på 100 poäng, i gymnasieskolan i Sverige, på både de yrkesförberedande programmen samt de högskoleförberedande programmen. Kursen är ett fördjupningsarbete baserat på det program som eleven har studerat på gymnasiet. Arbetet utformas och utförs på olika sätt beroende på vilket program eleven läser samt vad elevens handledare bestämmer. Det finns ingen specifik kursplan för gymnasiearbetet utan bedömningen görs med betygen E eller F under de tre rubrikerna; Fakta och förståelse, Färdigheter och värderingsförmåga och Förhållningssätt. Inom den kommunala vuxenutbildningen finns en motsvarighet till gymnasiearbetet, det så kallade komvuxarbetet.     

## Kursen

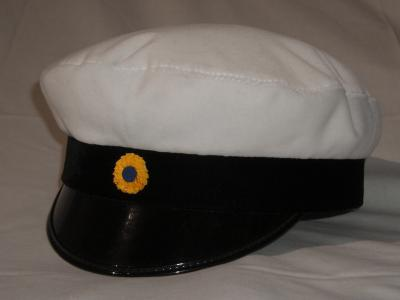
En svensk studentmössa som man tilldelas vid en gymnasieexamen

Gymnasiearbete är en obligatorisk kurs på gymnasiet inom alla program, både på de högskoleförberedande och de yrkesförberedande programmen. Kursen är en kurs på 100 poäng. Då det ej finns en kursplan för kursen kommer arbetena sinsemellan att variera mycket. Kursen bedöms sammanfattningsvis under tre stycken rubriker; Fakta och förståelse, Färdigheter och värderingsförmåga och Förhållningssätt. Bedömningen i kursen sker alltid individuellt, men arbetet kan ske i grupp. Vanligast är att arbetet sker individuellt. Betyget som sätts på gymnasiearbetet är E eller F, men arbetet kan kombineras med andra kurser och om så är fallet kan betyget på arbetet bli A–F i dessa kurser, men ej i gymnasiearbetskursen. För att erhålla en gymnasieexamen krävs att man får godkänt på sitt gymnasiearbete, det vill säga E i betyg.

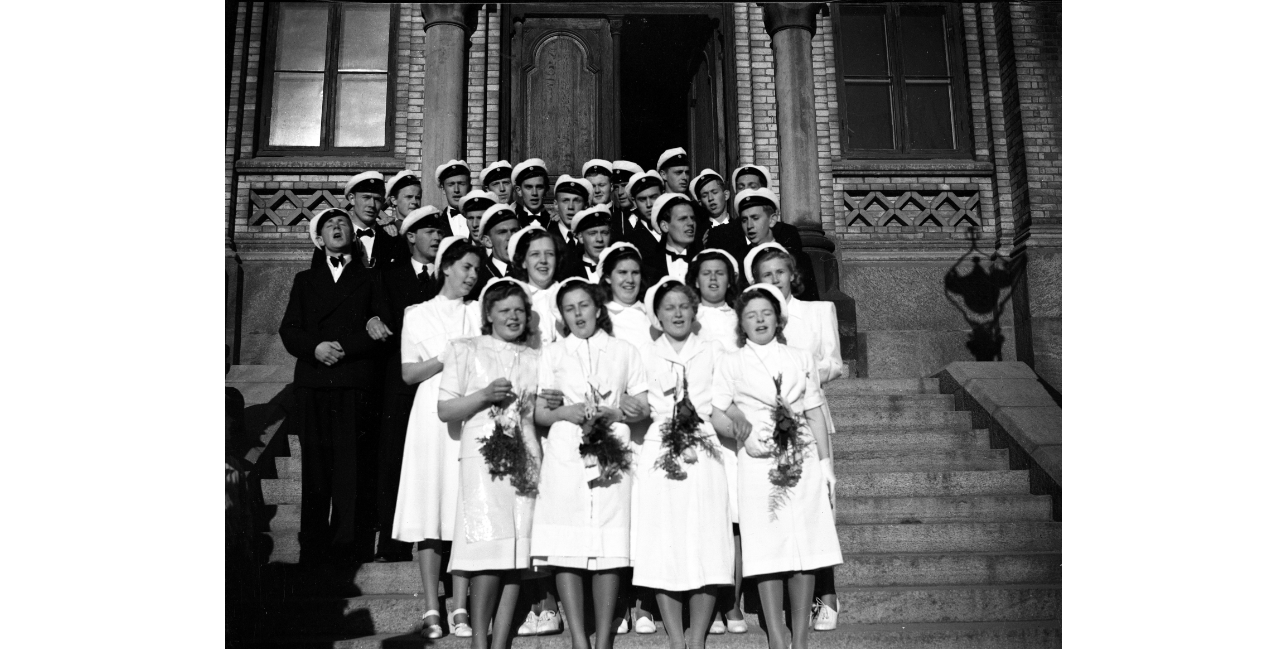
Studenter i Karlstad 1941

## Gymnasiearbetets historia

### Specialarbete
Specialarbetet var motsvarigheten till dagens gymnasiearbete fram till 2000-talet. Enligt kursplanen LGY70 som kom ut 1971, ingick specialarbete i alla de teoretiska kurserna. Specialarbetet skrevs bland annat av elever som gick den tekniska linjen. Fokuset var att arbeta självständigt samt att skaffa sig en ökad kunskap inom produktion och projektering. Exempel på områden som specialarbetet kunde innehålla var biokemi, organisk kemi och fysikalisk kemi. Specialarbetets bedömning ändrades från betyg till poäng och blev en kurs på 30 poäng. Kursens syfte var: "Specialarbetet skall ge eleverna tillfälle att fördjupa sig inom kunskapsområden som ingår i elevens studieprogram och att träna sig i att arbeta på ett undersökande sätt". Precis som gymnasiearbetet idag låg arbetets fokus mycket på att eleverna skulle kunna jobba självständigt, planera sitt arbete och utvärdera det. Specialarbetet var obligatoriskt och ingick i de nationella programmen. Arbetet kunde göras antingen i grupp eller enskilt och antingen vara teoretiskt eller praktiskt. Bedömningen av arbetet skedde av den ansvariga läraren och bedömdes individuellt vare sig arbetet hade skett i grupp eller ej. Arbetet bedömdes i enlighet med betygsskalan som användes i de resterande kurserna på gymnasiet.

### Projektarbete
Projektarbetet ersatte specialarbetet under hösten på 2000-talet. Anledningen till att man kom att ersätta specialarbetet var att de olika linjerna på gymnasiet höll på att utvecklas. Skolan och näringslivet skulle få ett bättre samarbete och kvalitén i de yrkesförberedande gymnasieutbildningarna skulle öka. Syftet var att förstärka målen för den inriktning som individen valt i sin utbildning. Någonting som skiljde projektarbetet från specialarbetet var att kursen var på 100 poäng i stället för 20 poäng. Syftet med detta byte var att skapa ett examensarbete där det fanns gemensamma nationella mål och att kursen innebar 100 poäng. En nyhet som kom med det här var att projektarbetet ingick i de yrkesförberedande programmen på samma sätt som för de högskoleförberedande programmen. Målet med kursen var att eleven skulle planera, strukturera, genomföra ett arbete och till sist utvärdera det. Något som skiljer sig från dagens gymnasiearbete är att bedömningen av projektarbetet gjordes med godkänd, väl godkänd eller mycket väl godkänd. Idag ges betyg E eller F vilket innebär godkänd eller ej godkänd. Någonting som däremot är mycket likt dagens gymnasiearbete är hur utförandet och planeringen av arbetet genomfördes. Det börjar med planering av arbetet och frågeställningen efter programmålen, sedan sker själva arbetet, därefter ska en redovisning skapas och redovisas, detta kan göras på olika sätt, och till sist ska utvärderingen genomföras. Även inom projektarbetet ska det föras en loggbok, detta för att handledaren ska kunna följa elevernas arbetsprocess samt att det underlättar när projektredovisningen ska skrivas.

## Syftet med att skriva ett gymnasiearbete
Huvudsyftet med gymnasiearbetekursen är att eleven ska tillämpa samt fördjupa sina kunskaper inom programmet som eleven läst under sin tid på gymnasiet. För ett gymnasiearbete inom de högskoleförberedande programmen är uppsatsen uppbyggd på ett liknande sätt som man använder sig av när man skriver PM och uppsatser under studier på högskolenivå, men det kommer även att vara mycket användbart på många av arbetsplatserna som finns i dagens samhälle. Inom de arbetsförberedande linjerna är syftet att arbetet ska vara fokuserat på de aktuella studierna, ett arbete kan tex bygga på en arbetsuppgift som är relevant i det kommande arbetslivet. Detta medför att det är kunskapen om att förbereda och få en förståelse för hur arbetet ska utföras som man ska examineras för. Denna kursen är därför obligatorisk på både högskole- och yrkesförberedande linjer. Ett annat viktigt syfte med uppsatsen är att eleven ska få öva och visa sin förmåga för att kunna planera, ta ansvar och leda en arbetsprocess, vilket krävs i det framtida arbetslivet lika mycket som vid fortsatta studier. Alltså har elever som studerar på högskoleförberedande linjer som syfte med sitt gymnasiearbete att visa de kunskaper de har inom de områden som de har studerat under gymnasiet samt att de är förberedda för att studera vidare i framtiden på högskola. Elever som studerar en yrkesförberedande linje har som syfte att visa att man har kunskaper och är förberedd för att arbeta inom det område som man har studerat.

## Gymnasiearbetets struktur
Gymnasiearbetet har ingen specifik kursplan för kursen till skillnad från vad de andra kurserna på gymnasiet har. Kursen ska i stället täcka en del av programmålen som ingår i programmet man läser.

### De olika linjerna

#### Yrkesförberedande
Inom de yrkesförberedande linjerna skiljer sig gymnasiearbetets struktur och ämnen sig mycket åt beroende på vilket program du studerar. Arbetet ska vara utformat efter programmets inriktning och målet är att eleven ska bevisa att den är förberedd för att ge sig ut i yrkeslivet inom det yrkesområde som hen har studerat under sin tid på gymnasiet. Ett samarbete mellan elev och en arbetsplats sker ofta vid utförande av arbetet inom de yrkesförberedande linjerna. Detta då arbetet ofta behöver ske på en arbetsplats för att visa att eleven har förmåga och är redo för att ge sig ut i arbetslivet. Vid utförandet av gymnasiearbetet är det några punkter som behöver vara med. Eleven ska planera sitt arbete och där ingår det att eleven tänker och resonerar kring hur arbetet ska utföras, vad det finns för säkerhetsrisker samt tillvägagångssätt samt vilka material, verktyg och utrustning som behövs för att utföra det planerade arbetet. Ett samarbete mellan elev och en arbetsplats sker ofta vid utförande av arbetet inom de yrkesförberedande linjerna. Detta då arbetet ofta behöver ske på en arbetsplats för att visa att eleven har förmåga och är redo för att ge sig ut i arbetslivet. Vid utförandet av gymnasiearbetet är det några punkter som behöver vara med. Eleven ska sedan utvärdera sitt arbete och gå tillbaka till sin planering och analysera hur den kan ha påverkat resultatet. Det finns inget krav från skolverkets håll på att det måste finnas en skriftlig rapport på arbetet men det kommer ofta ett krav på någon form av skriftlig utvärdering/rapport från handledarens håll, för att det ska underlätta vid handledarens bedömning.

#### Högskoleförberedande
Som tidigare nämnts finns det ej något "rätt eller fel" avseende hur gymnasiearbetet ska se ut enligt kursplanen för gymnasiet. Det som gäller är att gymnasiearbetet formas och utgår ifrån kunskapsområdena inom den linjen som man studerar på inom de högskoleförberedande linjerna. En del elever får ett område där de sedan själva ska komma på en frågeställning och utföra sitt gymnasiearbete därefter, medan andra har det friare. Arbetet utförs och planeras efter de kunskapsområden eller teman som tilldelats eller valts. När det kommer till planeringen av arbetet är det mycket viktigt att eleven tar ett stort ansvar och är mycket noggrann med sin planering för att hinna med allt. Efter det ska arbetet utvärderas. När arbetet utvärderas ska eleverna se över hur deras arbete har gått, vad som har gått bättre respektive sämre. Eleven ska även utvärdera valet av sina källor och se på dem i ett kritiskt perspektiv. Sedan är det dags att redovisa arbetet. Redovisningarna kan skilja sig lite åt mellan de olika programmen men ofta redovisas arbetet i en rapport som är skriftlig. Rapporten ska vara formell och mycket tydligt skriven med ett korrekt formulerat språk. Rapporterna brukar innehålla en inledning där arbetet sammanfattas och presenteras med syfte, frågeställning och metod. Därefter kommer huvuddelen med en beskrivning av hur arbetet har gått till, en analys av det och slutligen en slutsats. I slutet av rapporten ska det även finnas referat till använda källor från arbetet samt en ordentlig källförteckning. Eleven som utför arbetet ska även skriva en kortare rapport på engelska, med en sammanfattning av arbetet. Ett exempel där olika högskoleförberedande program skiljer sig åt mellan hur de skriver rapporterna är exempelvis att inom de estetiska programmen finns det inget krav på att skriva en kortare sammanfattning på engelska. Vid presentation av arbetet kan det skilja sig hur det presenteras, vissa gör det muntligt och andra presenterar på annat sätt.

## Komvuxarbete
Ett komvuxarbete motsvarar ett gymnasiearbete. Dagens form av komvuxarbete är ny; den 1 juli 2021 trädde komvuxarbetet i kraft och ersatte det tidigare gymnasiearbetet. Det finns en hel del likheter mellan komvuxarbetet och gymnasiearbetet men en del saker skiljer sig mellan dessa arbeten. En stor skillnad är att för en högskoleförberedande examen via komvux går det endast att välja mellan två studieområden medan det "vanliga" gymnasiearbetet kan vara inriktat mot ett av de sex befintliga gymnasieprogram bland de högskoleförberedande. Båda kurserna är på 100 poäng. Det är precis som inom kursen gymnasiearbete att bedömningen sker under de tre rubrikerna; Fakta och förståelse, Färdigheter och värderingsförmåga och Förhållningssätt. Arbetet kan antingen vara inriktat mot Naturvetenskap/teknik eller samhällskunskap/humaniora inom det högskoleförberedande komvuxarbetet. Tanken med komvuxarbetet inom de högskoleförberedande studierna är att eleven som utför arbetet ska kunna använda det som en motsvarighet till en gymnasieexamen. För det arbetsförberedande komvuxarbetet handlar arbetet oftast om att pröva på hur arbetslivet och arbetsuppgifterna är inom det område som studierna omfattar, och skapa ett arbete efter det. Arbetet ska ses som ett bevis på att eleven är klar för arbetslivet efter att den har studerat klart deras kurser.

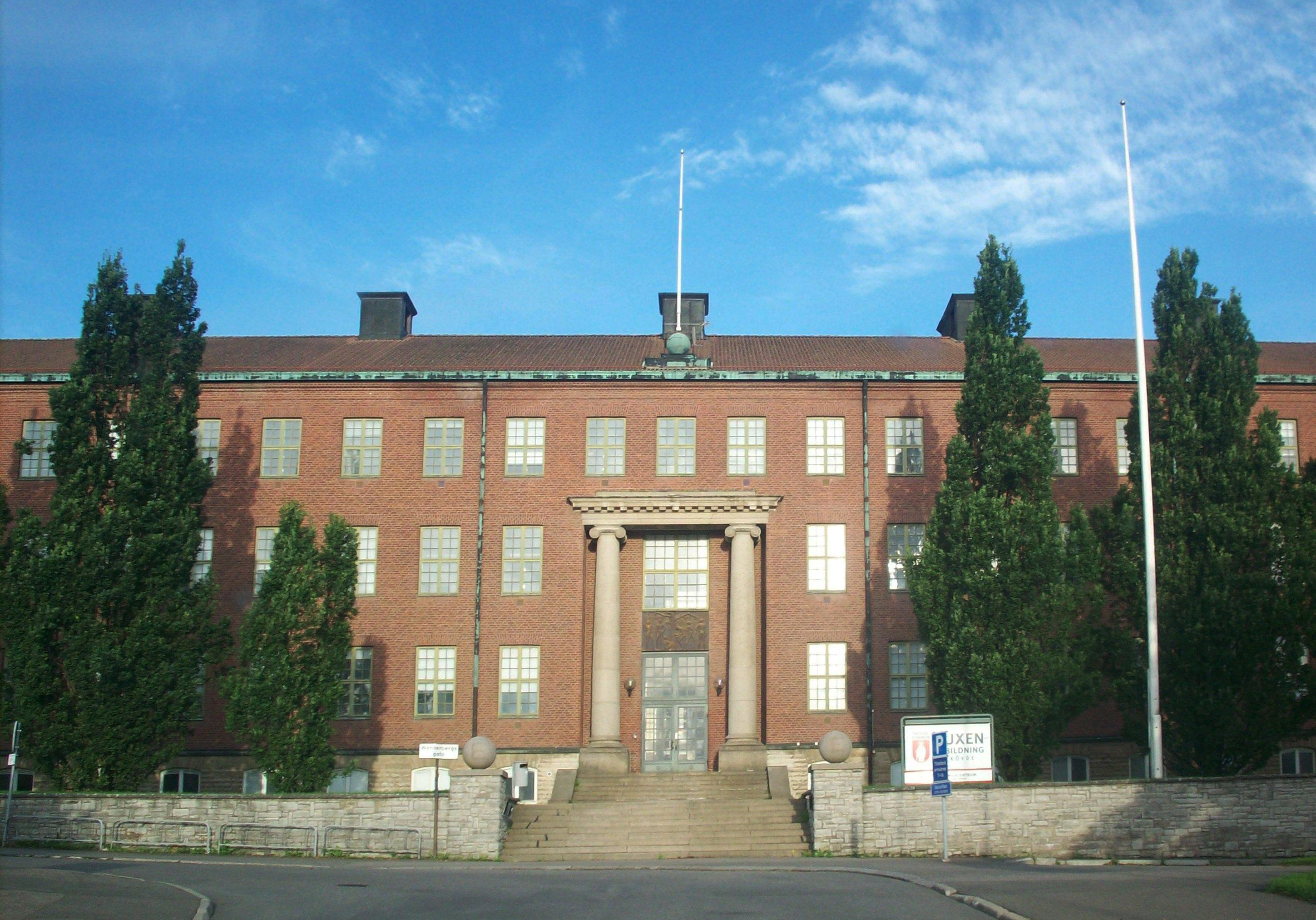
En komvuxskola i Skövde

## Loggbok
Kursen i sig innebär planering, genomförande och utvärdering. Då arbetet inte endast bedöms som slutprodukt är hela processen med planering och utförande lika viktig. Arbetet är stort och omfattande, misstag kan ske som i sin tur kan leda till förändringar. Då man tittar på hela processen kan det vara bra att anteckna allt som görs för att handledaren ska kunna följa processen samt för att underlätta för sig själv när man skriver en utvärdering. På majoriteten av alla program krävs det att eleven på något sätt ska anteckna och logga sin process, i många fall i en loggbok där vederbörande anger vad som gjorts, när det gjordes och hur arbetet gick till. Denna bok är sedan ett mycket viktigt betygsunderlag för handledaren. Särskilt viktigt är detta om arbetet är ett praktiskt arbete. Arbetsprocessen värderas av lärare oftast högre än projektets slutprodukt, och det är arbetsprocessen som förklaras i loggboken.